# 宮城県暴力団追放推進センター
公益財団法人宮城県暴力団追放推進センター（こうえきざいだんほうじんみやぎけんぼうりょくだんついほうすいしんせんたー）とは、 暴力団員による不当な行為の防止等に関する法律の第32条に基づき、宮城県公安委員会から暴力追放運動推進センターとして指定を受けた公益法人である。

## 所在地
- 宮城県仙台市青葉区本町3丁目5番22号 宮城県管工事会館内